# Due
Due är namnet på flera danska uradliga och brevadliga ätter kända från 1200- och 1300-talen, härstammande från Fyn, Lolland, Själland och Skåne.

## Due av Favrholm
Due av Favrholm var en uradelsätt som bar namnet Due och är känd 1303–1381 på Själland och Lolland. Ättens vapen fördes även av ätterna Juel och Baadpå Langeland.

## Due (Taube)
Tysk uradel som har spridit sig runt om Östersjön. I Danmark är ätten känd från 1571 till 1743. I Finland fick en gren frälsestatus 17 maj 1413 och blev introducerad 1625 med namnet Dufva nr 95. I Sverige adlades en gren med namnet Dufva i Västergötland, 2 maj 1594 och 1603, samt introducerades 1632 med nummer 1832. Den svenska grenen utslocknade 15 februari 1848.

## Due av Ölstedgård
Fynsk brevadel, adlad 1505, bekräftad 1641, och utslocknad 1707. 

## Due (med örn i vapnet)
Själlandsk och skånsk uradel känd från 1274 till cirka 1510. De brukade namnet redan på 1300-talet. En Glob-släkt förde också en örn i sitt vapen men något släktskap har inte påvisats.
Vapen
Blasonering: En svart örn med utvikta vingar på en sköld i silver. På hjälmen en tofs med åtta svarta styva fjädrar.
Vid mitten av 1200-talet var Bollerup stamgods för släkten Due och den föst kände ägaren var Peder Nielsen Due (känd 1310–1370). Genom gifte med Margerethe Bondesdatter Due blev Jep Axelsen Thott 1388 ägare till godset. Riddaren Anders Nielsen Due (känd 1300–1366) var skriven till Ingelstorp och herre till Skabersjö.

### Kända medlemmar
- Jens Due (död omkring 1419), dansk riddare (1396) rikshovmästare 1400–1409. Gift 1) med Sidsel Andersdatter Mule och troligen gift 2) med Anne Jensdatter. Jens Due hade barnen:[5] [6]

1. Bonde
2. Lasse
3. Mette

- Peder Nielsen Due, ägare av Bollerup
- Jens Nielsen Due
- Margareta Bondesdotter Due, gift Thott, ägare till Krageholm, sondotter till Jens Nielsen Due[7] (död efter 1405)[8]

## Personer med efternamnet Due
- Alette Due (1812–1887), norsk sångerska
- Anders Due (född 1982), dansk fotbollsspelare
- Caspar Due (död 1679), friskyttekapten från Polen
- Christian Due (1925–2004), dansk-svensk konstnär
- Christian Due-Boije (född 1966), svensk ishockeyspelare
- Frederik Due (1796–1873), norsk politiker
- Frederik Georg Knut Due (1833–1906), norsk diplomat
- Liv Due (född 1955), norsk-svensk skulptör
- Manderup Due – flera personer
  - Manderup Due (militär) (168–1710), dansk militär
  - Manderup Due (ämbetsman), dansk ämbetsman
- Marcus Due-Boje (född 1993), svensk ishockeymålvakt
- Nina Due (född 1973), norsk kurator
- Paul Due (1835–1919), norsk arkitekt
- Peter Due (född 1947), dansk seglare
- Steen Due (1898–1974), dansk landhockeyspelare